# 돼지뼈
돼지뼈는 돼지의 뼈이다. 돈골(豚骨)이나 저골(豬骨), 제육뼈(-肉-)로도 부른다. 뼈육수 등을 내는 데 쓴다.

## 종류
- 갈비뼈
- 등뼈
- 머리뼈
- 사골
- 족발
- 잡뼈

## 같이 보기
- 닭뼈
- 쇠뼈